# 大章乡
大章乡，是中华人民共和国四川省甘孜藏族自治州色达县下辖的一个乡镇级行政单位。

## 行政区划
大章乡下辖以下地区：
豆扎村、嘎志玛一村、嘎志玛二村、甲西村、确仓村、打西贡玛村、下多村和下门村。